# Bronsrandkaktus
Bronsrandkaktus (Copiapoa montana) är en art inom randkaktussläktet och familjen kaktusväxter, som har sin naturliga utbredning i Chile.

## Beskrivning
Bronsrandkaktus är en tillplattat klotformad, grågrön eller bronsfärgad, kaktus som blir 4 till 20 centimeter hög och 4 till 10 centimeter i diameter. Den har en stor rörformad rot med en tunnare rothals. Själva plantan är uppdelad i 10 till 17 åsar, som är uppdelade i vårtor. På vårtorna sitter areoler mellan 5 och 15 millimeter ifrån varandra, och de är 3 till 10 millimeter i diameter. I areolerna sitter 0 till 3 raka centraltaggar som blir 1 till 3 centimeter långa. Runt dessa sitter 4 till 9, raka eller något böjda, svarta radiärtaggar som blir mellan 0,5 och 2 centimeter långa. Blommorna blir 2,5 till 4 centimeter i diameter. Frukten är rödaktig och 1 till 3 centimeter i diameter.

## Synonymer
Copiapoa hypogaea var. montana (F.Ritter) G.J.Charles 1998
Copiapoa mollicula F.Ritter 1963
Copiapoa olivana F.Ritter 1980